# Комиссия по колонизации Хоккайдо

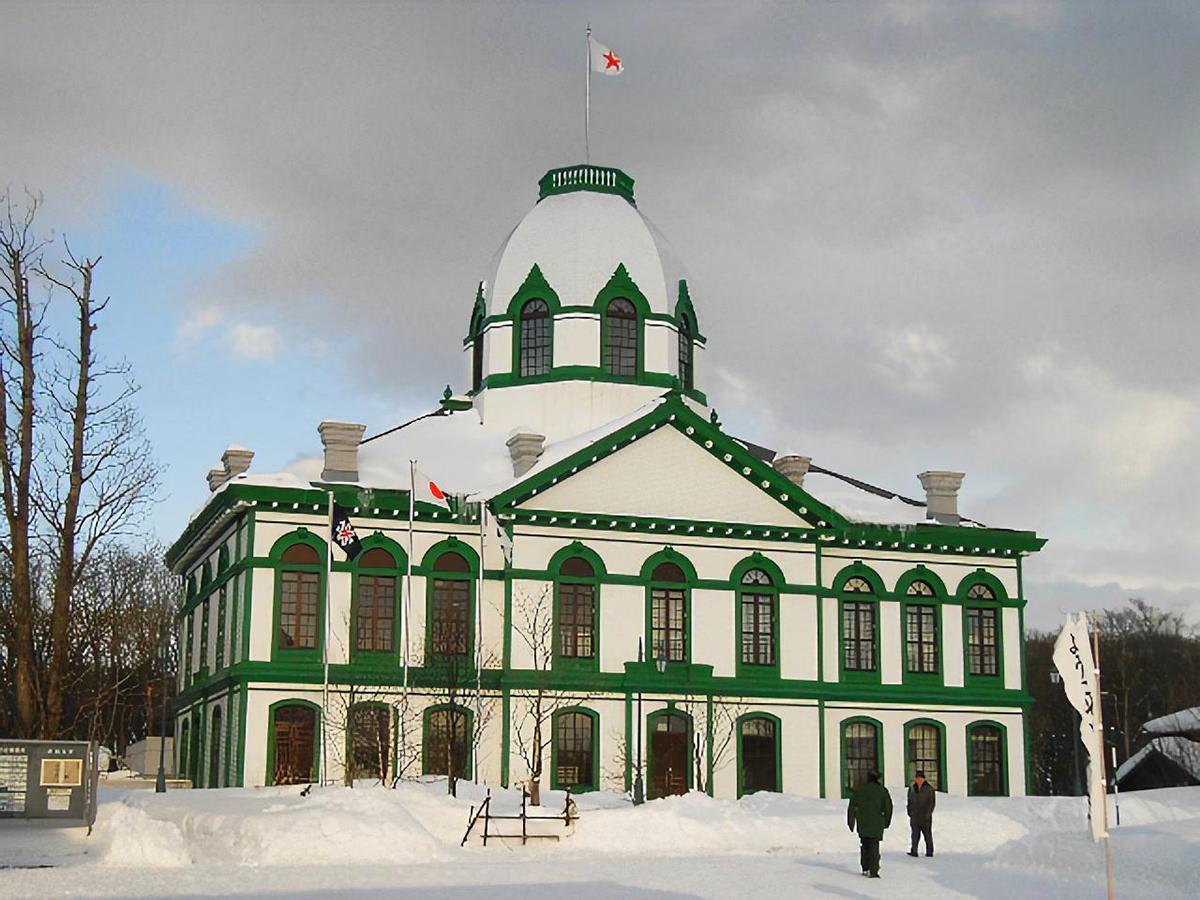
Головной офис Комиссии по колонизации Хоккайдо в Саппоро. Оригинал был построен в 1873 и сгорел в 1879 году. Здание является частью "Исторического Музея Хоккайдо".

Флаг Комиссии. Современный флаг Хоккайдо основан на этом дизайне

Комиссия по колонизации Хоккайдо (яп. 開拓使, かいたくし — Кайтакуси — буквально, Комиссия по освоению земель)  иногда комиссия по развитию Хоккайдо, иногда общество колонизации Хоккайдо (яп. 北海道拓殖の進歩 хоккайдо: такусёку но симпо) — правительственное учреждение (агентство) Японии времен реставрации Мэйдзи. Руководило колонизацией и развитием Хоккайдо, Сахалина, Курильских и прилегающих островов. Существовала с 1869 до 1882 года. Привлекла большое количество иностранных специалистов для освоения северных японских территорий. Главное управление отдела располагалось в городе Хакодатэ.

## История
После начала реставрации Мэйдзи и завершения войны Босин японское правительство было заинтересованно в развитии северных территорий и привлечении туда колонистов. Было создано 2 агентства, одно для Хоккайдо под названием Хоккайдо Кайтакуси (яп. 北海道 開拓 使), второе для Карафуто под названием Карафуто Кайтакуси (яп. 樺 太 開拓 使). В 1871 году агентство Хоккайдо поглотило Карафутское и с тех пор называлось просто Кайтакуси (яп. 開拓使).
В соответствии с Санкт-Петербургским договором 1875 года территория Японии на Сахалине перешла России, а Курилы под юрисдикцию Комиссии.
В 1881 году разгорелся скандал с продажей активов, который привёл к ликвидации учреждения в следующем году. Главным фигурантом скандала стал предпоследний глава организации Курода Киётака. Скандал разгорелся вскоре после того, как Курода покинул свой пост руководителя в Хоккайдо. Незадолго до этого, в рамках приватизационной программы, Курода Киётака пытался продать активы Общества торговому синдикату, принадлежавшему одному из его старых друзей из его родной провинции Сацума, по заниженной цене. Когда об условиях сделки узнала пресса, поднялась шумиха, что заставило участников аферы отменить соглашение. В 1882 году на подконтрольных Комиссии территориях было создано 3 префектуры, но через 4 года в 1886 году они были объединены в «Агентство Хоккайдо» (яп. 北海道庁), в прямом ведении МВД Японии.

## Инициативы
В числе первых инициатив было переименование острова Эдзо в Хоккайдо, а Сахалина в Карафуто.
Комиссия разработала также организационную схему заселения острова Хоккайдо бывшими самураями и ушедшими в запас солдатами, которые бы одновременно становились фермерами и поддерживали внутренний порядок.

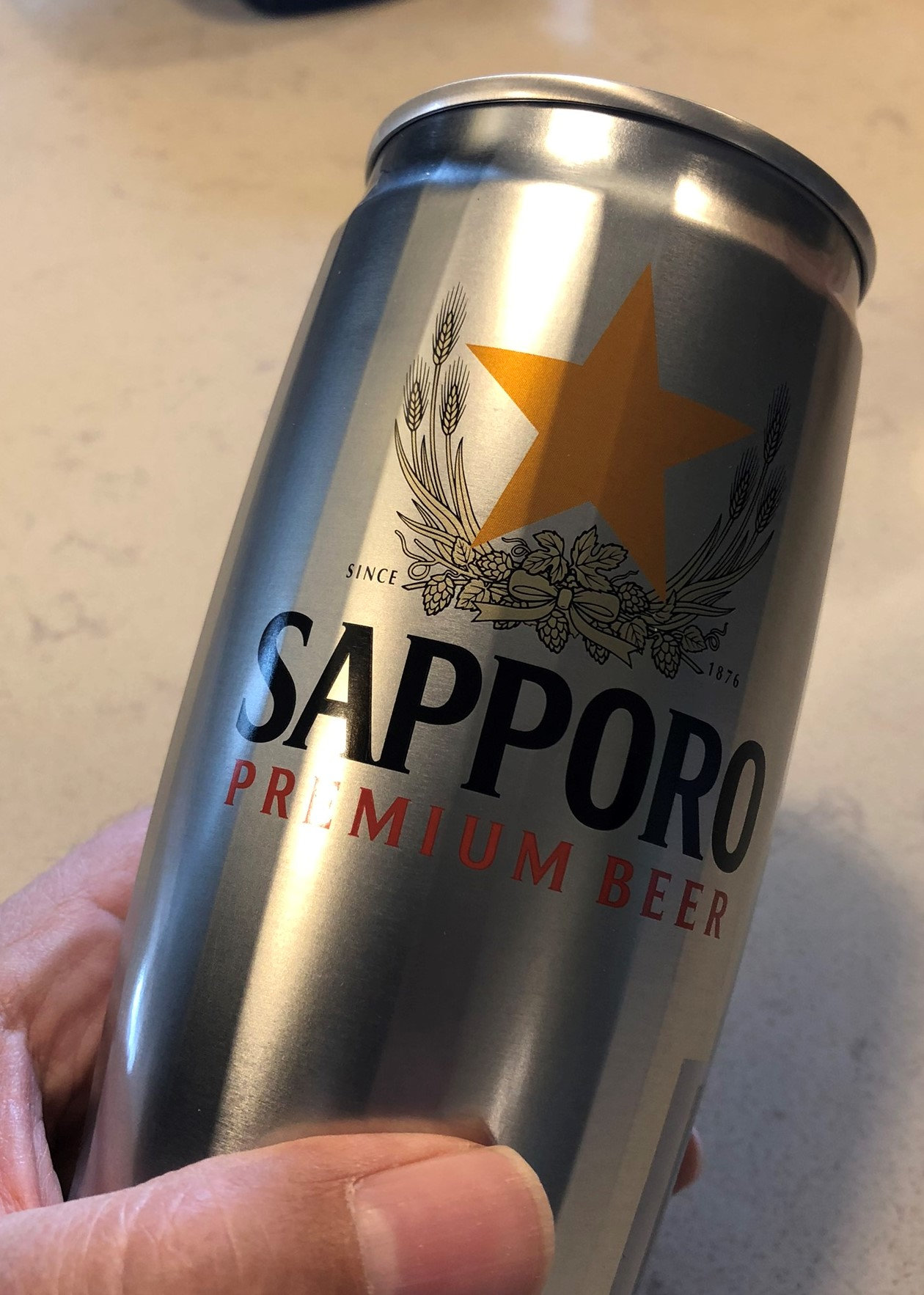
Популярное японское пиво Sapporo с эмблемой Комиссии в качестве логотипа

За 10 лет с 1872 года комиссия потратила 20 млн иен на развитие инфраструктуры и открытие новых шахт, а также на внедрение новых методов в сельском хозяйстве. Именно Комиссия основала первые пивоварни в Саппоро, с тех пор ставшие визитной карточкой острова. Основанию пивоварения на Хоккайдо посвящён Музей пива. Также комиссия основала Сельскохозяйственный Колледж Саппоро, ныне известный как Университет Хоккайдо — один из семи национальных университетов. Главный офис располагался в Саппоро, что послужило сильным толчком в развитии города и стимулировало его рост в первые десятилетия эпохи Мэйдзи.
Около 75 иностранных советников успело проработать в комиссии в том числе: 45 американцев, 5 русских, 5 англичанин, 4 немца, 3 француза и 1 голландец. Среди них были: Уильям С. Кларк и Бенджамин С. Лайман.

## Главы
- Набэсима Наомаса (1869, почти сразу подал в отставку из-за преклонного возраста)
- Хигасикудзэ Мититоми (1869—1874)
- Курода Киётака (1874—1882)
- Сайго Цугумити (1882)